# 豬肝

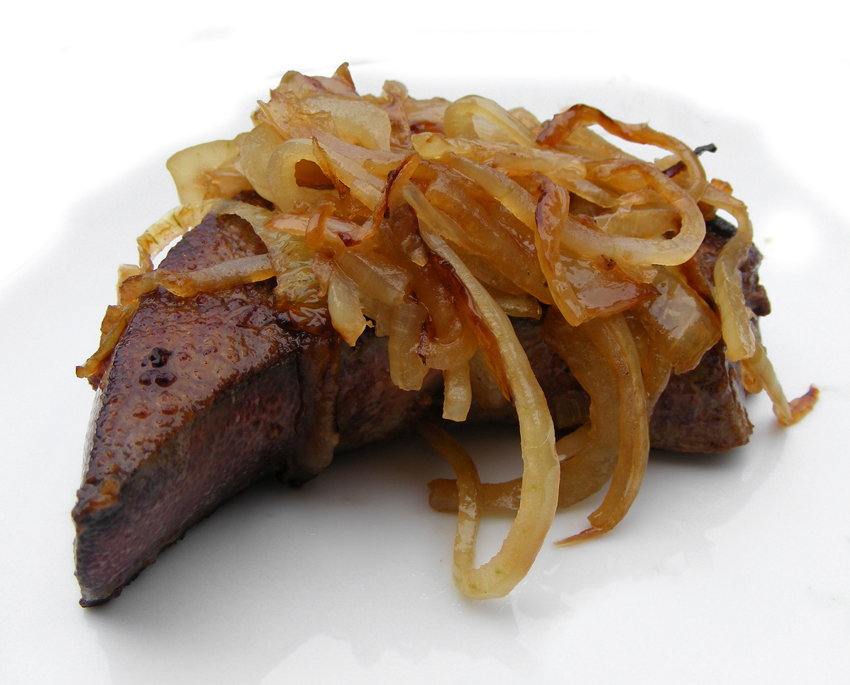
洋蔥煎豬肝

豬肝即猪的肝脏，用作人类之食物时，又稱肝片，在香港、澳門及廣東等粵語地區亦稱之為豬潤（因「肝」在粵語音同「乾」，故用其反義字「潤」），富含鐵質及葉酸。豬肝富含蛋白質、維生素ABCDE、卵磷脂、鐵、磷等營養素；但普林含量高，痛風患者（包括高危險群）只能食用少量，以免加重病情。而由於有毒物質（如重金屬、農藥、環境賀爾蒙）傾向集中於內臟骨髓脂肪，故應只食用由有信譽的畜牧業者出品的豬肝，健康人也不應大量食用。

## 種類
- 正常的豬肝，含脂肪約總重5%，正常的顏色是褐紅色。
- 粉肝，含脂肪約總重10%以上的脂肪肝，顏色較淡，偏粉紅色。
- 柴肝，脂肪肝末期病變或是因為病毒感染、肝病等而纖維化的肝，顏色偏暗，表面有皺紋，質地硬。

後兩者對於豬隻是病態的，不適合食用。

## 营养成分
1. 猪肝中铁质丰富，是补血食品中最常用的食物，食用猪肝可调节和改善贫血病人造血系统的生理功能。 有研究指出, 動物性食物所含的鐵，稱為紅血素鐵，含較多運鐵蛋白（lactoferrin），比起植物性食物所含的非紅血素鐵，在人體的吸收、利用率多3倍。
2. 猪肝中含有丰富的维生素A，具有维持正常生长和生殖机能的作用能保护眼睛，维持正常视力，防止眼睛干涩、疲劳，维持健康的肤色，对皮肤的健美具有重要意义。
3. 经常食用动物肝还能补充维生素B2，这对补充机体重要的辅酶，完成机体对一些有毒成分的去毒有重要作用。
4. 猪肝中还具有一般肉类食品不含的维生素C和微量元素硒，能增强人体的免疫反应、抗氧化、防衰老，并能抑制肿瘤细胞的产生，也可治急性传染性肝炎。

## 相關
- 豬肝湯
- 豬肝麵
- 及第粥
- 廣東粥
- 金錢雞
- 德國豬肝腸
- 涼拌豬肝